# Australische slangenhalsvogel
De Australische slangenhalsvogel (Anhinga novaehollandiae) is een vogel uit de orde van de Suliformes en de familie van de slangenhalsvogels. Het is een visetende vogel van zoet en brak water.

## Beschrijving
De vogel weegt ongeveer 2,6 kg en heeft een lengte van 86 tot 94 cm. Slangenhalsvogels lijken op aalscholvers maar ze verschillen daarvan door hun smalle scherpe op een stiletto lijkende snavel, een lange, reigerachtige nek, een ander verenkleed en een langere staart. Het mannetje van de Australische slangenhalsvogel is een donker gekleurde vogel met een kastanje kleurige nek waardoor in de lengte een witte streep loopt die eindigt in een witte vlek rond het oog. Onvolwassen vogels en het vrouwtje zijn meer grijs gekleurd en hebben een witte borst en buik.
De vogel wordt gemiddeld 15 jaar oud. Hij is nauw verwant aan de Indische slangenhalsvogel (Anhinga melanogaster) en werd vroeger ook wel als ondersoort A. m. novaehollandiae beschouwd.

## Verspreiding en leefgebied
De Australische slangenhalsvogel leeft in Timor, Nieuw-Guinea en Australië. De vogels leven in de buurt van zoet en brak water, en vertoeven graag op in het water gevallen boomstammen.
De soort telt twee ondersoorten:
- A. n. papua: Nieuw-Guinea.
- A. n. novaehollandiae: Australië.

## Status
De Australische slangenhalsvogel heeft een enorm groot verspreidingsgebied en daardoor alleen al is de kans op uitsterven uiterst gering. De grootte van de populatie is niet gekwantificeerd. Plaatselijk zijn er grote fluctuaties in de aantallen broedparen per jaar. Er echter is geen aanleiding te veronderstellen dat de soort in aantal achteruit gaat. Om deze redenen staat deze slangenhalsvogel als niet bedreigd op de Rode Lijst van de IUCN.